# はだかんぼー
「はだかんぼー」は、日本のアイドル、山下智久の4枚目のソロシングル。

## 概要
前作から約6ヶ月ぶりとなる4枚目のソロシングルで、ファーストソロアルバム『SUPERGOOD, SUPERBAD』からの先行シングル。
初回限定仕様A・Bと通常盤の3種でのリリースだが、品番がひとつしかない。3種の違いはジャケット写真のみ。初回限定仕様A・Bは３面６Pダブルジャケット仕様となっており、山下本人の幼少期の写真が使用されている。
同曲はビデオ・クリップが制作されており、後にリリースされたライブDVD「TOMOHISA YAMASHITA ASIA TOUR 2011 SUPER GOOD SUPER BAD」の初回盤に収録されている。
山下がNEWSに在籍していた時代の最後のソロシングルであり、ジャニーズ・エンタテイメントから発売された最後のシングルでもある。

## チャート成績
2011年1月31日付オリコン週間シングルチャートで初登場1位を獲得。

## 握手会の開催
2011年1月23日、本シングルの発売記念イベントとして山下との握手会が池袋サンシャインシティで実施された。この握手会の実施は前日の1月22日にファンクラブ会員宛てのメールで告知された。

## 収録曲
1. はだかんぼー
作詞・作曲：大竹創作、編曲：乙三. / 大竹創作
2. はだかんぼー （オリジナル・カラオケ）